# New Zealand Division

Māori beim Haka, 1918

Die New Zealand Division war eine Division der New Zealand Army, die im Ersten Weltkrieg bestand.

## Geschichte

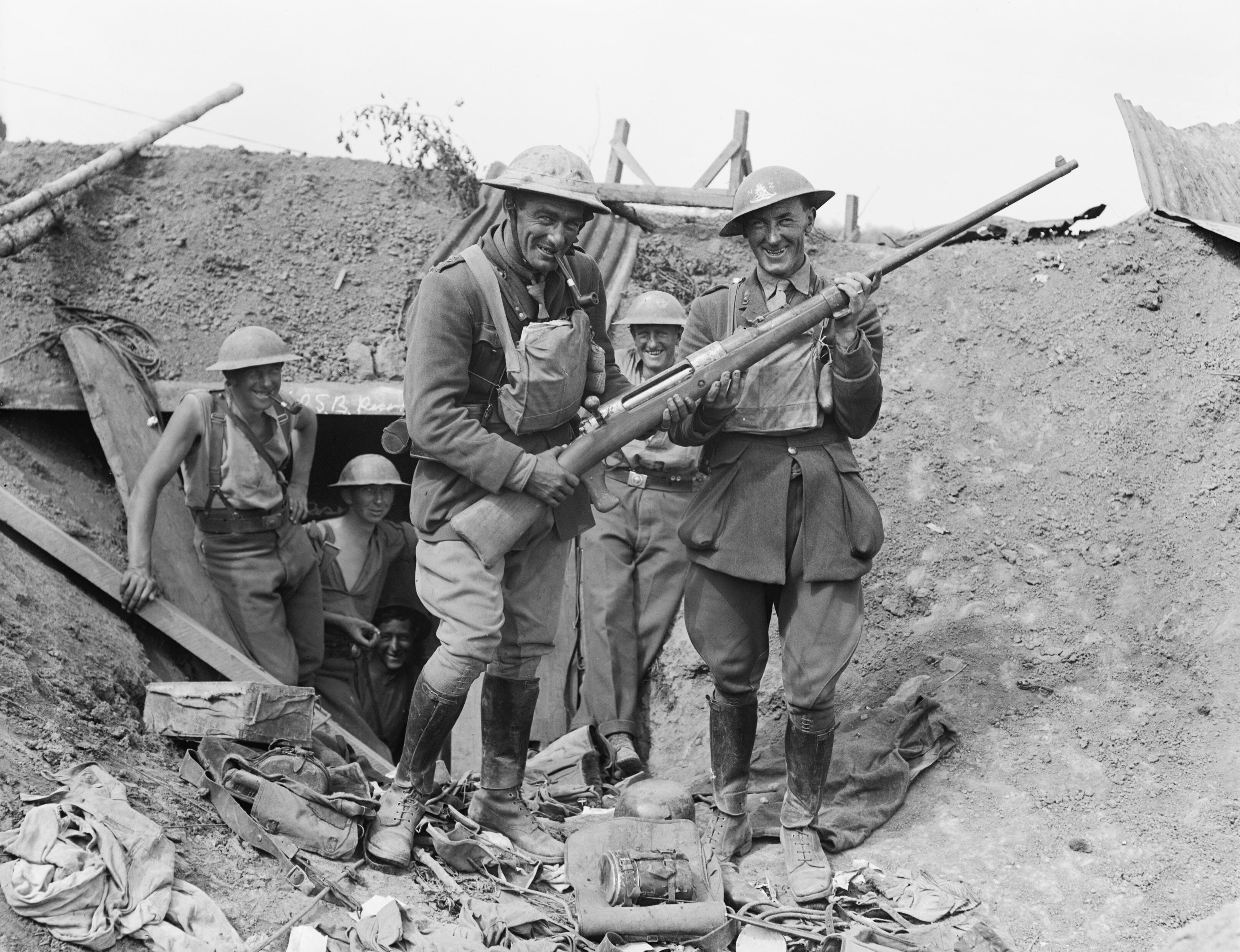
Soldaten mit Beutewaffe

Die Division wurde nach der Schlacht um Gallipoli ab dem 1. März 1916 in Ägypten aufgestellt und bestand aus fünf Regimentern und zahlreichen zusätzlichen Einheiten wie Artillerie- und Maschinengewehrabteilungen. Kommandeur wurde General Andrew Hamilton Russell. Zusammen mit der australischen 1. und 2. Division wurde die Division im April 1916 als Teil des I ANZAC Corps (Generalleutnant William Birdwood) nach Frankreich verlegt und auf den Großkampf vorbereitet.
Ab September 1916 wurde die Division in der Schlacht an der Somme eingesetzt und kämpfte bei Flers-Courcelette, Morval und Le Transloy. Bei diesen Kämpfen verlor die Division zwischen dem 15. September und dem 4. Oktober 7000 Mann an Toten, Verwundeten und Vermissten, ehe sie aus dem Kampfgebiet abgezogen wurde. Der Sergeant Donald Brown erhielt für seine Verdienste im Kampf das Victoria Cross.
Die New Zealand Division wurde danach personell aufgefrischt und dann dem II ANZAC Corps unterstellt, ehe sie ab Juni 1917 an der Schlacht bei Messines teilnahm. In der Dritten Flandernschlacht kämpften die Neuseeländer ab Oktober 1917 im Polygon-Wald, bei Broodseinde und in der Ersten Schlacht von Passchendaele. Lance Corporal Samuel Frickleton und Lance Corporal Leslie Andrew erhielten für ihren Einsatz das Victoria Cross.
Die Division wurde Ende März 1918 bei Abwehr der Deutschen Frühjahrsoffensive der britischen 3. Armee überstellt und im Rahmen des IV. Korps (General Harper) bei Arras, an der Avre und bei Bapaume eingesetzt. Während der Hunderttageoffensive stieß die Division im September über Havrincourt und den Canal du Nord in den Raum Cambrai vor, im Oktober 1918 war sie an der Schlacht an der Selle und in den letzten Kriegstagen an den Kämpfen bei Le Quesnoy beteiligt.
Nach dem Kriegsende im November 1918 marschierte die Division von Ostfrankreich nach Deutschland, wo sie am 20. Dezember in Köln eintraf, ehe sie im März 1919 demobilisiert wurde.

## Gliederung
- 1st Infantry Regiment
- 2nd Infantry Regiment
- Rifle Brigade
- 1st Entrenching Battalion
- 2nd Entrenching Battalion
- 3rd Entrenching Battalion
- Divisional Machine Gun Battalion
- Divisional Artillery
- Divisional Train
- New Zealand (Māori) Pioneer Battalion
- Divisional Engineers
- 1st New Zealand Field Ambulance
- 2nd New Zealand Field Ambulance
- 3rd New Zealand Field Ambulance
- New Zealand Sanitary Section
- New Zealand Mobile Veterinary Section